# Acraea mirifica
Acraea mirifica är en fjärilsart som beskrevs av Percy I. Lathy 1906. Acraea mirifica ingår i släktet Acraea och familjen praktfjärilar. Inga underarter finns listade i Catalogue of Life.